# Bavarski lev
Bavarski lev (nemško Bayerische Löwe) je ščitonosec grba Bavarske. Je tudi splošni simbol Svobodne dežele Bavarske in se kot tak pojavlja na spomenikih in nagradah.

## Državni grb
Dva zlata leva z rdečimi kremplji sta ščitonosca ščita. Deli Bavarske, ki so bili povečani od časa kraljevine, so počaščeni na petih poljih.
"Zlati lev" v črnem polju predstavlja upravno okrožje Zgornjega Palatinata, je Palatinski lev. Rdeče-bel koničasti rez označuje tri frankovska upravna okrožja Srednja, Zgornja in Spodnja Frankovska, modri panter za Spodnjo in Zgornjo Bavarsko, trije črni levi simbolizirajo upravno okrožje Švabske.
Srčni ščit vsebuje belo-modre rombe, ki segajo v čas grofov Bogen in jih je po nastanku fevda prevzela družina Wittelsbach.

## Zgodovina
Lev je prišel v družino Wittelsbach kot heraldična žival leta 1214. Potem ko je moška linija Pfalških grofov volilnega Palatinata izumrla, je kralj Friderik II. podelil fevd Renski palatinat Otonu II., sinu Ludvika Kelheimerskega iz rodbine Wittelsbach. Dokler je bil še mladoleten, je zanj vladal Ludvik. Šele leta 1228 je Oton lahko prevzel funkcijo. Leta 1229 je uvedel uradni grb Palatinata z zlatim levom na črnem ozadju, potem ko so prejšnji Pfalški knezi pred tem uporabljali različne leve v svojih zasebnih grbih.
Wittelsbachi so nato posvojili leva kot svojo heraldično žival za vse stare bavarske in pfalške linije. Pastile so bile uradno dodane leta 1242, ko so grofje Bogen izumrli in jih je podedovala družina Wittelsbach. Kombinirani grb rombov in levov je prvič dokumentiran leta 1330: v ščitu, razdeljenem na štiri, sta diagonalno dva leva in dve polji rombov. Ta grb sta obe vrsti nadaljevali v različnih različicah.
Na novo uvedena Kraljevina Bavarska je leta 1806 vključila leva v svoj prvi grb, vendar ga je opustila istega leta, ko je bil uveden drugi grb. Levi so bili tedaj uporabljeni le kot nosilci ščitov pri predstavitvi velikega grba. Šele Ludvik I. je ponovno pripisal pomen regionalni referenci svoje vladavine, zato je leta 1835 uvedel nov, enoten grb, ki je spet vseboval palatinskega leva. Ta je ostal v uporabi do konca monarhije leta 1918. Svobodna država Bavarska ima od leta 1923 tudi Pfalškega leva, v različici od leta 1950 pa ne pomeni več Renskega palatinata, temveč upravno okrožje Zgornji Palatinat.
Znano je tudi, da je družina Wittelsbach hranila žive leve v različnih gradovih in trdnjavah. Levji mojster je od leta 1491 znan kot uslužbenec v münchenski Alter Hof, leta 1493 pa je Hartmann Schedel v po njem poimenovani Schedlovi kroniki poročal o rojstvu mladih levov. Živali je mogoče izslediti v Münchnu že vsaj 250 let, vojvode pa so jih uporabljali tudi kot dragocena darila. Leta 1551 sta bili dve živali podarjeni volilnemu knezu v Heidelbergu, leta 1554 pa enega palatinskemu grofu v Neuburg. Leta 1580 je bila v Alter Hofu v Burgstraße zgrajena ločena levja hiša. Leta 1614 je augsburški patricij poročal o levu, ki so ga hranili v Alter Hofu. Zadnji znani gospodar levov je umrl leta 1734. V gradu Trausnitz v Landshutu je ohranjen nekdanji levji jarek.

## Spomenik
- Dva glavna vhoda v palačo Rezidenz v Münchnu že od leta 1616 varujeta po dva leva.[5]
- Bavarski lev počiva ob vznožju Ottonovega stebra, odkritega leta 1834 v Ottobrunnu.
- Kamniti lev stoji levo in desno od stopnišča v münchensko Feldherrnhalle.
- Bavarski lev stoji ob kipu Bavarie, ki so ga postavili med leti 1843 in 1850 nad Theresienwiese.
- Od leta 1856 je vhod v pristanišče Lindau na vzhodni strani obrobljen s kipom leva.
- Lev že od leta 1905 sedi na spomeniku Oberländer v Waakirchnu.
- Levji spomenik pri Bad Abbachu, 1794/96

## Nagrade
- Na hrbtni strani bavarske medalje za hrabrost je slika bavarskega leva.
- "Bavarski lev" je nagrada Bavarskega ministrstva za kmetijstvo.[6]
- Bavarsko ministrstvo za gospodarske zadeve vsako leto posebej hitro rastoča srednje velika podjetja na Bavarskem nagradi z Nagrado najboljših 50 .
- Nagradne plošče Gausiegerja okoli leva bavarskega predsednika vlade.[7]

## Dodatno
- Dokler ni bila razpuščena, se je 60. brigada za usposabljanje pionirjev imenovala "bavarski lev".[8]
- Nogometaši TSV 1860 München se imenujejo tudi " Münchner Löwen " ali na kratko " Löwen ".